# Феркін
Фе́ркін або фі́ркін (англ. firkin, нід. vierdekijn, можливо, від vierde — «четверта частина»; спочатку міра дорівнювала чверті бареля) — в англомовних країнах міра місткості рідин, а також міра ваги. Феркіном також називали дерев'яне барильце або діжку, призначену для масла, сала та ін. Розмір феркіна залежить від того, що саме ним вимірюють.

## Феркін для пива і елю
Для пива та елю феркін становив чверть бареля (бочки). Барила такого розміру (вони також називалися феркін) були найпоширенішими контейнерами для елю. Один пивний феркін становив 0,5 кілдеркіна і 1/6 хогсхеда. Таким чином:
1 феркін = 1/6 хогсхеда = 1/4 бареля = 1/2 кілдеркіна.
У різні століття об'єм феркіна для пива і елю змінювався від 8 до 9 галонів. Так:
- У 1454 році: 1 феркін = 8 галонів елю = 36,97 літрів, а також 1 феркін = 9 пивних галонів = 41,59 літрів.
- У 1688 році: 1 феркін = 8 1/2 галонів елю = 39,28 літрів.
- У 1803 році: 1 феркін = 9 галонів = 41,59 літрів.
- З 1824 року: 1 феркін = 9 англійських галонів = 40,91 літрів.

## Феркін і вино

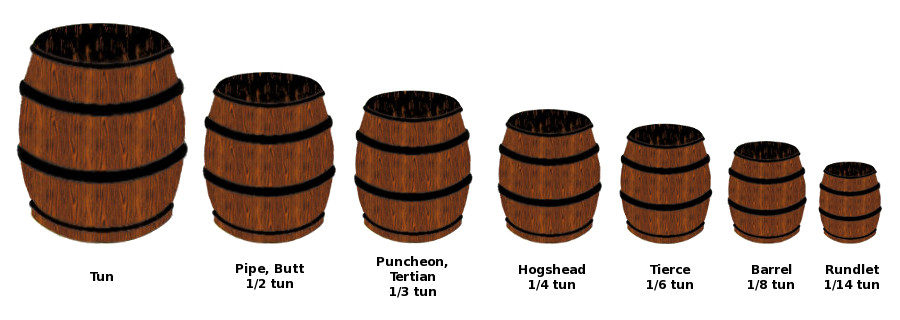
Англійські бочки й барила: тан, пайп (батт), винний феркін (пуансон, тершин), хогсхед, тирс, барель, рандлет

При вимірюванні кількості вина використовувався феркін більшого об'єму, який дорівнював третині тана (великої бочки). Оскільки тан дорівнює 210 галонів у Великій Британії та 252 галони в США, то винний феркін становить близько 318 літрів (318,226 або 317,975). Винний феркін також називається те́ршин (tertian) або пуансон (puncheon) (у США він коротко називається пон (pon)).
1 феркін (пуансон, тершин) = 1/3 тана = 1/2 пайпа (батта) = 1 1/3 хогсхеда = 2 тирса = 2 2/3 бареля = 4 2/3 рандлета.

## Феркін для мила й масла
Масло і мило також вимірювали у феркінах. У цьому випадку, феркін був не мірою об'єму, а мірою ваги. Феркін масла дорівнював 56 англійським фунтам (25,4 кг), а феркін мила — 64 англійським фунтам (29,0 кг).